# RS-494
Pour les articles homonymes, voir Route 494.
La RS 494 est une route locale de la mésorégion métropolitaine de Porto Alegre, dans l'État du Rio Grande do Sul, reliant la BR-101, depuis la municipalité de Três Cachoeiras, à la limite avec l'État de Santa Catarina, sur le rio Mampituba, sur la commune de Mampituba. Elle dessert Três Cachoeiras, Morrinhos do Sul et Mampituba, et est longue de 36,950 km.